# Capri (nave soccorso)
La Capri è stata una nave soccorso (già dragamine e vedetta foranea) della Regia Marina ed un piroscafo passeggeri italiano.

## Storia

Il Capri in servizio civile, verosimilmente negli anni ’30.

Costruito nel 1930 come piroscafo passeggeri da 630 tsl, il Capri faceva parte, insieme alle quattro motonavi passeggeri Equa, Meta, Epomeo e Sorrento, del programma di ammodernamento della flotta avviato dalla Società anonima Partenopea di Navigazione (con sede a Napoli), cui apparteneva. Piccolo ma elegante, il piroscafo, progettato per le acque relativamente calme del Golfo di Napoli, aveva un limite nelle sue scarse caratteristiche marine per la navigazione in alto mare, difetto che si mise in evidenza soprattutto dopo la sua militarizzazione. Iscritta con matricola 368 al Compartimento marittimo di Napoli, la nave svolgeva servizio locale di collegamento e trasporto passeggeri tra le località del Golfo di Napoli e le isole dell'arcipelago campano, su rotte come la “linea celere di lusso” Napoli-Sorrento-Capri-Grotta Azzurra.
Il 13 giugno 1940, poco dopo l'ingresso dell'Italia nella seconda guerra mondiale, il Capri venne requisito dalla Regia Marina per due soli giorni, venendo derequisito il 15 giugno. L'8 agosto 1940 il piroscafo venne nuovamente requisito e quindi iscritto nel ruolo del naviglio ausiliario dello Stato, con denominazione F 75 ed impiego come vedetta foranea e dragamine.

Un'altra immagine del Capri probabilmente negli anni Trenta.

Dopo quasi due anni di utilizzo con tale ruolo, nel marzo 1942 la caratteristica venne mutata in S 6 e la nave venne sottoposta a lavori di trasformazione in nave soccorso (adibita ovvero a missioni di salvataggio di naufraghi e di equipaggi di aerei abbattuti o precipitati, tenendosi pronta a muovere in mezz'ora), che comportarono l'imbarco di dotazioni mediche – una decina di posti letto ed attrezzature per operazioni chirurgiche d'emergenza e per cure da shock traumatici, ipotermia, annegamento ed ustioni – e personale sanitario e l'adozione della colorazione stabilita dalla Convenzione di Ginevra per le navi ospedale (scafo e sovrastrutture bianche, fascia verde interrotta da croci rosse sullo scafo e croci rosse sui fumaioli). Terminati i lavori, il Capri, penultima nave soccorso ad entrare in servizio, iniziò ad operare in tale funzione nell'aprile 1942: nonostante le sue mediocri qualità nautiche, venne immediatamente dislocato a Derna.

Il Capri in servizio come nave soccorso.

Nel luglio 1942, con l'avanzata italo-tedesca in Egitto, il Capri venne inviato anche a Marsa Matruh, l'ultimo approdo prima del fronte di El Alamein.
Il 2 dicembre 1942 la piccola unità, insieme alla nave ospedale Toscana ed alla nave soccorso Laurana, nonché a diversi cacciatorpediniere e torpediniere, venne inviata alla ricerca dei superstiti delle navi del convoglio «H», pressoché distrutto in uno scontro notturno contro una formazione navale inglese, nelle acque del banco di Skerki (costa tunisina). Complessivamente vennero tratti in salvo circa 1.100 naufraghi, un terzo del totale degli uomini imbarcati sulle navi del convoglio.

Le navi soccorso non erano considerate come vere navi ospedale dagli inglesi, che le ritenevano troppo piccole per essere considerate tali (sebbene l'articolo 5 della convenzione di Ginevra del 1907 affermasse il contrario), perciò spesso non ebbero remore ad attaccarle. 

Il Capri probabilmente nel secondo dopoguerra.

La Capri non sfuggì a questa logica ed infatti venne danneggiata in un attacco aereo nel marzo 1943, dopo essere rientrata a Trapani da una missione in Libia (secondo altre fonti la nave sarebbe stata invece colpita in due attacchi aerei, il primo su Trapani l'11 aprile 1943 – quando la città venne bombardata da velivoli della 12ª USAAF con obiettivo il porto – ed il secondo, verosimilmente a Palermo, il 18 aprile – quando il capoluogo siciliano venne colpito da oltre 75 bombardieri della 12ª USAAF con obiettivo, oltre il porto, anche la stazione ferroviaria e l'aeroporto Boccadifalco –).
Trasferito a Torre del Greco per lavori di riparazione, il Capri venne in questa località nuovamente colpito e messo fuori uso durante un bombardamento aereo notturno su Napoli da parte di cinque aerei della Royal Air Force operanti alle dipendenze del IX Bomber Command della 9ª USAAF, alle 00:45 del 21 aprile 1943. In tale occasione rimasero uccisi due uomini, mentre altri quindici, tra i quali il comandante della nave, Capezzuto, e tre ufficiali, furono feriti.

La nave negli anni Cinquanta.

I gravi danni non erano ancora stati riparati alla proclamazione dell'armistizio, pertanto la nave, immobilizzata, venne catturata dalle truppe tedesche a Baia, dov'era in riparazione. Prima di ritirarsi da quella località, il 24 settembre 1943, i tedeschi piazzarono due cariche esplosive a bordo del Capri e le fecero saltare, affondando la piccola unità nel porto di Baia.
Insieme alla Laurana ed alla più piccola Epomeo, la Capri era stata la più attiva nave soccorso italiana, compiendo in tutto 38 missioni.
Recuperato nel 1944 o nel 1946, il piroscafo poté essere riparato (subendo alcune modifiche alle sovrastrutture e l'eliminazione dell'albero poppiero) e nel luglio 1947 riprese servizio per la società Partenopea, tornando sulla linea che univa Napoli a Capri.
Rimodernato e riclassificato nel luglio 1955, il vecchio piroscafo continuò a prestare servizio per un altro ventennio. Nel 1974, infine, il Capri venne ceduto per demolizione alla ditta Riccardi di Vado Ligure e smantellato.